# Amsactarctia radiosa
Amsactarctia radiosa är en fjärilsart som beskrevs av Arnold Pagenstecher 1903. Amsactarctia radiosa ingår i släktet Amsactarctia och familjen björnspinnare. Inga underarter finns listade i Catalogue of Life.